# Marijn Veen
Pour les articles homonymes, voir Veen.
Marijn Veen est une joueuse néerlandaise de hockey sur gazon née le 18 novembre 1996 à Utrecht. Elle a remporté avec l'équipe des Pays-Bas la médaille d'or du tournoi féminin aux Jeux olympiques d'été de 2024, organisés à Paris.